# Carl Schuster (Journalist)
Carl Schuster (* 2. Oktober 1907 in Kaiserslautern; † 21. März 2004 in München) war ein deutscher Journalist und Schriftsteller.

## Leben
Carl Schuster wurde in Kaiserslautern geboren. Er absolvierte die Handelsschule, machte eine Buchhändlerlehre und eine Ausbildung zum Verlagsbuchhändler. Er arbeitete in Verlagen in Berlin, Heidelberg und Neustadt an der Weinstraße. Er verlegte im Herbst 1937 seinen Wohnsitz nach München, wo er als Lektor arbeitete. Im Dezember 1939 wurde er eingezogen und nach seiner Ausbildung in Landsberg am Lech zum Funker kam er mit der Artillerie 2/636, einer 21. Mörsereinheit, erst nach Frankreich an die Maginot-Linie und dann nach Russland an die Festung Demjansk. Am 4. Januar 1943 wurde er durch eine Panzergranate schwer verwundet. Nach seiner Genesung arbeitete er ab Februar 1944 als Verlagsleiter beim Verlag Junker und Dünnhaupt in Dessau.
Am 5. August 1945 wurde Carl Schuster durch die russische Geheimpolizei verhaftet, angeblich wegen Teilnahme am Aufbau einer liberal-demokratischen Partei. Am 28. September 1945 wurde er  aus dem Gefängnis entlassen und floh in den Westen. Nach seiner Rückkehr nach München Anfang 1945 war er einer der ersten, die von der amerikanischen Besatzungsmacht die Erlaubnis zu journalistischem Arbeiten in München erhielten.
Carl Schuster arbeitete als freier Journalist und Buchautor. Er schrieb vor allem als Münchner Korrespondent für Die Rheinpfalz und die Rhein-Neckar-Zeitung. Zeitweise war er für zehn unterschiedliche Zeitungen als freier Mitarbeiter tätig, verfasste Artikel über Politik und Kunst. Er war fast 50 Jahre Chefredakteur der Zeitschrift "Stimme der Pfalz", einer regionalen Kulturzeitschrift, die er ab 1950 aufgebaut hatte. Im Sommer 1976 organisierte er zur 200-Jahr-Feier der USA eine Ausstellung im Bayerischen Landtag in München, anlässlich des Sieges bei der Schlacht von Yorktown, an der auch ein pfälzisches Regiment beteiligt  war.
Er schrieb zahlreiche Artikel unter anderem auch unter den Pseudonymen C .Th. Sutor, Simon Faber und Alexander Ludovici. Zum 70. Geburtstag des bayerischen Landtagspräsidenten Rudolf Hanauer veröffentlichte er ein Buch mit dem Titel „Suche nach einer besseren Welt“. Diese Reden hatte er als Ghostwriter für Hanauer in den Jahren 1960 bis 1978 verfasst.
1948/49 war er Gründungsmitglied des Vereins "Bund der Pfalzfreunde in Bayern" und des „Landesverbandes der Pfälzer Bayern“, der die Pfälzer Weinstube in der Münchner Residenz betreibt.
Schuster war seit Anfang 1951 verheiratet mit Hildegard Schuster, geb. Peschke und hatte zwei Kinder. Er verstarb am 21. März 2004, seine Urne befindet sich auf dem Nordfriedhof in München.

## Auszeichnungen
- 1976: Ehrung des US-Botschafters für außerordentliche Leistungen anlässlich der 200-Jahr-Feier der USA
- 1991: Regionaler Medienpreis der Kulturzeitschrift „Stimme der Pfalz“
- 1992: Verdienstmedaille des Landesverbandes der Pfälzer
- 1994: Bundesverdienstkreuz am Bande
- 1995: Verleihung der Johann Christian von Hofenfels-Medaille an Carl Schuster im Bayerischen Landtag durch Johann Böhm

## Veröffentlichungen
- „Suche nach einer besseren Welt“; Rudolf Hanauer, Aufsätze und Reden – verfasst von dem Ghostwriter Carl Schuster. Josef Keller Verlag, Starnberg, 1978, ISBN 3-7808-0115-9
- Eine Ehe zur Linken. Die Forbachs im Zeitalter der Revolutionen. Am Wochenende. Beilage der Saarbrücker Zeitung, 1981, Nr. 47
- Giordano Bruno – Der Ketzer, der Gott im All begegnete. R.G. Fischer Verlag, 1989, ISBN 3-88323-947-X
- Spiegelgespräche des Johann Christian Hofenfels. Pfälzische Verlagsanstalt, Landau/Pfalz, 1990, ISBN 3-87629-184-4
- Die Leute von AIPOTU – Im Feuerschein der Zeitenwende (als. C. Th. Sumor). R.G. Fischer Verlag, 1992, ISBN 3-89406-543-5
- Die sechs Leben der Brüder Denis. Verlag Pfälzer Kunst – Dr. Hans Blinn, 1995, ISBN 3-922580-53X
- D E R  F A L L  T 0 R T 0 R 0 T 0 T, Eine Traumstadt-Geschichte-Psychogramm einer Straße, Carl Schuster, Eigendruck, 2015, ISBN 978-3-00-048778-1